# Lai Runming
Lai Runming (chiń. 賴潤明, ur. 5 maja 1963 w Dongguan) – chiński sztangista, srebrny medalista olimpijski i wicemistrz świata.

## Kariera
Największy sukces w karierze osiągnął w 1984 roku, kiedy podczas igrzysk olimpijskich w Los Angeles zdobył srebrny medal w wadze koguciej. Rozdzielił tam na podium swego rodaka, Wu Shude i Masahiro Kotakę z Japonii. Zdobył równocześnie wicemistrzostwo świata, bowiem w latach 1964–1984 wyniki igrzysk olimpijskich były jednocześnie wynikami mistrzostw świata. Ponadto w 1986 roku zwyciężył w wadze piórkowej na igrzyskach azjatyckich w Seulu. W 1982 roku zdobył srebrny medal w wadze koguciej na mistrzostwach świata juniorów.
W 1987 roku zakończył karierę.